# Девонське вимирання
Девонське вимирання — масове вимирання видів наприкінці девону, одне з найбільших в історії Землі вимирань флори і фауни. Перший (і найсильніший) пік вимирання стався на початку фаменського століття — останнього століття девонського періоду, близько 374 млн років тому, коли несподівано зникли майже усі безщелепні. Другий імпульс завершив девонський період (близько 359 млн років тому). Всього вимерло 19 % родин і 50 % родів.

## Історія
Хоча зрозуміло, що наприкінці девону мало місце масове скорочення біорізноманітності, тривалість цієї події неясна: оцінки варіюють від 500 тис. до 15 млн років (у останньому випадку вона тривала впродовж усього фаменського століття). Не зовсім зрозуміло, чи було це вимирання представлено двома різкими піками або серією менших піків, проте результати останніх досліджень вказують швидше на багатоетапність вимирання, що відбувалося окремими імпульсами прротягом близько трьох мільйонів років.
Дехто припускає, що вимирання складалося щонайменше з семи окремих подій, які відбувалися впродовж 25 млн років, включаючи найбільш помітні вимирання у кінці живетського (Givetian), франського (Frasnian) і фаменського (Famennian) віків.
До пізнього девону суша була повністю освоєна і заселена рослинами, комахами і земноводними, а моря і океани були повні рибами. Крім того, в цей період вже існували велетенські рифи, сформовані коралами і строматопоратами. Євроамериканський континент і Гондвана тільки почали рух один до одного, щоб в майбутньому сформувати суперконтинент Пангею. Ймовірно, вимирання в основному торкнулося морського життя. Рифоутворюючі організми були майже повністю знищені, у результаті коралові рифи відродилися тільки з розвитком сучасних коралів в мезозої. Брахіоподи, трилобіти і інші групи теж зазнали значних змін.
Причини цього вимирання доки неясні. Основна теорія припускає, що головною причиною вимирання в океанах послужили зміни рівня океану і збіднення океанічних вод на кисень. Можливо, що активатором цих подій послужило глобальне похолодання або великий океанічний вулканізм, хоча падіння позаземного тіла, такого як комета, теж цілком можливо. Деякі статистичні дослідження морської фауни того часу наводять на думку, що зменшення різноманітності було пов'язане швидше із спадом в темпі видоутворення, ніж із зростанням швидкості вимирання.

## Світ пізнього девону
У пізньому девоні світ дуже відрізнявся від сучасного. Материки розташовувалися інакше, ніж зараз. Суперконтинент Гондвана займав більше половини південної півкулі. Сибірський континент займав північну півкулю, а екваторіальний континент, Лавразія (сформований в результаті зіткнення Балтики і Лаврентії), дрейфував у напрямку до Гондвани. Каледонські гори все ще росли упоперек території, відомої зараз як Шотландське нагір'я і Скандинавія, тоді як Аппалачі росли в Північній Америці. Чимало загадок геологам принесли свого часу Аппалачі, адже північно-східні Аппалачі несподівано обриваються прямо в океан. Але ця загадка була вирішена після створення теорії тектоніки літосферних плит, яка пояснила, що продовження цього гірського хребта знаходиться по інший бік Атлантичного океану — це Каледонські гори в Ірландії і Шотландії. Ці гірські пояси були девонським еквівалентом сучасних Гімалаїв.
Флора і фауна того періоду відрізнялася від сучасної. Рослини, що існували на суші з ордовика тільки у вигляді мохів, до цього часу розвинули кореневі системи, спорове розмноження і судинну систему (для перенесення води і поживних речовин до усіх частин рослини), що дозволяло їм виживати не лише в постійно вологих місцях, а поширюватися далі, і в результаті сформувати величезні ліси в гористій місцевості. До кінця живетського (Givetian) століття декілька клад рослин вже проявляли риси, характерні для кущів або дерев, включаючи: cladoxylalean папороті, lepidosigillarioid плавуновидні, aneurophyte і archaeopterid первинні голонасінні.
На суші з'явилися тіктааліки, первинні тетраподи.

## Тривалість і датування періодів вимирання
Впродовж останніх 20-25 млн років девону швидкість вимирання видів була вища, ніж фонова. У цьому інтервалі можна виявити від 8 до 10 окремих подій, з яких особливо виділяються дві, як найбільш великі і важкі. Кожна з цих головних подій була передпосилкою до наступної тривалої втрати біорізноманітності.

### Подія Келлвассера
Подія Келлвассера — це термін, даний імпульсу вимирання, який мав місце біля межі франського і фаменського (Frasnian/Famennian) віків (374,5 млн років тому). Хоча фактично там могли статися дві близько розташованих події.

### Подія Хангенберга
Подія Хангенберга сталася на, або трохи нижче межі девонського і кам'яновугільного періодів (359 млн років тому) і відмічає фінальний пік в загальному періоді вимирання.

## Наслідки подій вимирання
Вимирання супроводжувалися широко поширеною океанічною аноксією, тобто недостачею кисню, що перешкоджало гниттю організмів, і сприяло збереженню і накопиченню органічної матерії. Цей ефект, в комбінації із здатністю губчастих рифових каменів утримувати нафту, дозволило девонським відкладенням бути важливим джерелом нафти, особливо на території США.

### Біологічний удар

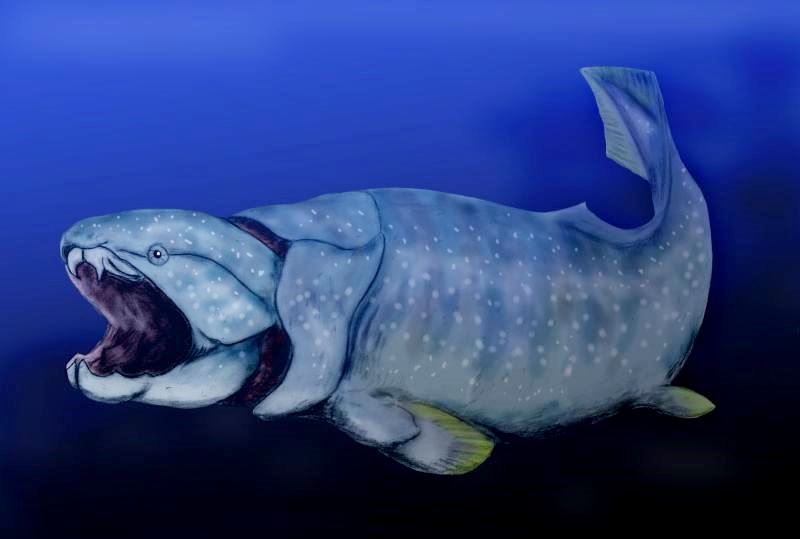
Артродіри

Девонська криза в першу чергу торкнулася морських екосистем, і вплинула на мілководні теплолюбні організми значно сильніше, ніж на організми, що віддавали перевагу холодній воді. Найбільш важливою групою, зачепленою вимиранням, були рифоутворюючі організми великих девонських рифових систем, включаючи строматопороідеї, ругози і Шаблон:Нп 3. Рифи пізнього девону домінували над губками і вапняними бактеріями, створюючи структури, схожі на ті, що утворюють онколіти (oncolites) і строматоліти. Колапс рифової системи був таким різким і сильним, що основні рифоутворюючі організми (представлені новими групами організмів, що концентрують карбонат, сучасні склерактинієві, або «кам'яні» корали) не відновлювалися до мезозойської ери.

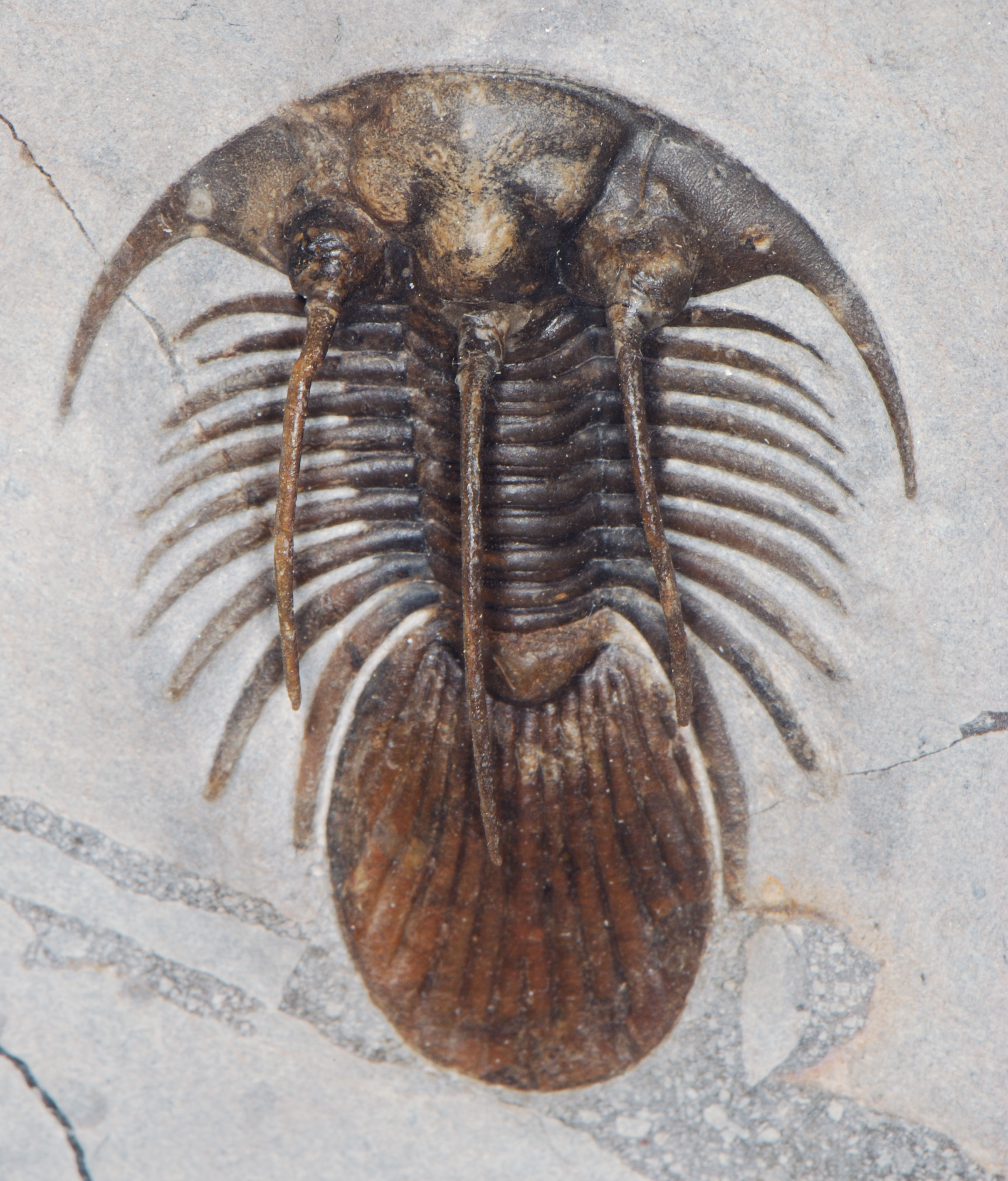
Kolihapeltis sp., девонський період, Марокко.

Крім того, вимирання дуже сильно торкнулося наступних груп: плечоногі (брахіоподи), трилобіти, амоніти, конодонти і акрітархи, а також безщелепних риб і усіх панцирних риб. При цьому багато прісноводих видів, включаючи наших чотириногих предків, і наземні рослини залишилися відносно неушкодженими.
Класи, що вижили під час вимирання, демонструють морфологічні еволюційні тенденції, що мали місце упродовж події вимирання. На піку розвитку події Келлвассера у трилобітів виникають менші очі, хоча згодом знову спостерігається їх збільшення. Це припускає, що зір під час події вимирання став менш важливим, можливо, через зростання глибини мешкання або каламутності води. До того ж розміри вусовидних відростків на головах трилобітів теж збільшувалися під час цього періоду, як їх розмір, так і довжина. Вважається, що ці відростки служили для дихання, і що саме зростаюча аноксія (збіднення вод киснем) привела до збільшення їх площі.
Форма ротового апарату конодонтів варіювалася при різному рівні ізотопу δ18O і, отже, температури морської води. Це може бути пов'язане із зайняттям ними різних трофічних рівнів, як результат зміни основної дієти.
Як і у разі інших вимирань, спеціалізовані класи, що займали вузькі екологічні ніші, постраждали значно сильніше, ніж універсали.

### Абсолютне значення події
Пізньодевонське падіння біорізноманітності було нищівніше, ніж схоже вимирання, що вінчало закінчення крейдяного періоду (крейда-палеогенове вимирання).
Дослідження (McGhee 1996) оцінює, що 22 % усіх родин морських тварин (в основному безхребетні) вимерли. Варто враховувати, що родина — це дуже велика таксономічна категорія, і що втрата такої великої кількості істот означає повний розгром різноманітності екосистем. У меншому масштабі втрати ще відчутніше, і складають 57 % родів і, щонайменше, 75 % видів, що не перейшли в кам'яновугільний період. Останні оцінки треба сприймати з певною мірою обережності, оскільки оцінки кількості втрат видів залежать від широти дослідження девонських морських класів, частина яких, можливо, не відома. Таким чином, поки ще складно повною мірою оцінити ефект події, що сталася впродовж девону.

## Причини вимирання
Оскільки «вимирання» відбувалося упродовж тривалого періоду, то дуже важко виділити єдину причину, що спричинила вимирання і навіть відокремити причину від наслідків. Відклади осадових порід показують, що пізній девон був часом зміни довкілля, яке безпосередньо впливало на живі організми, будучи причиною вимирання. Що безпосередньо стало причиною цих змін, частково, відкритіша для дебатів тема.

### Основні зміни довкілля
З кінця середнього девону на основі вивчення відкладень осадових порід можуть бути виявлені декілька змін довкілля, які тривали до пізнього девону. Є докази широко поширеною анокії (збіднення вод киснем) у придонних океанічних водах, при цьому підскочив темп відкладення вуглецю, а бентичні організми (флора і фауна на дні океану або іншого водного басейну) були знищені, особливо в тропіках і особливо рифові угруповання. Є серйозні докази високочастотних коливань рівня світового океану біля франсько-фаменської (Frasnian/Famennian) межі, при цьому підвищення рівня моря явно пов'язане з утворенням безкисневих відкладень.

### Можливі ініціатори

#### Падіння метеорита
Падіння метеоритів, ймовірно, можуть бути причинами масових вимирань. Стверджується, що саме падіння метеорита було первинною причиною девонського вимирання, але надійних доказів позаземного удару в цьому випадку не було виявлено. Хоча деякі непрямі докази падіння метеорита у відкладеннях девонського періоду спостерігаються (іридієві аномалії і мікросфери (мікроскопічні кульки оплавленої породи)), але, можливо, утворення цих аномалій викликане іншими причинами.

#### Еволюція рослин
Впродовж девону наземні рослини вчинили істотний стрибок в еволюції. Їх максимальна висота збільшилася до 30 м до кінця девонського періоду. Таке величезне збільшення розмірів стало можливим завдяки еволюції розвиненої судинної системи, яка дозволяла вирощувати великі крони і кореневі системи. При цьому, розвиток спорового розмноження, а у кінці девону і поява голонасінних рослин, дозволив успішно розмножуватися і розселятися не лише по заболочених площах, дозволяючи, тим самим, рослинам колонізувати раніше незаселені внутрішні і гористі землі. Два чинники об'єдналися, розвинена судинна системи і розмноження насінням, щоб значно збільшити роль рослин на світовій шкалі життя. Це особливо виразно простежується для археоптерисових лісів, які швидко розширювалися впродовж завершальної стадії девону.

##### Ефект ерозії
Швидко еволюціонуючі високі дерева потребували глибоких кореневих систем, щоб добиратися до води і поживних речовин і забезпечити свою стійкість. Ці системи зламували верхній шар корінних порід і стабілізували глибокий шар ґрунту, який, ймовірно, був завтовшки близько метра. Для порівняння, ранньодевонські рослини мали тільки ризоїди і кореневища, які не могли проникнути в ґрунт глибше, ніж на пару сантиметрів. Переміщення великих ділянок ґрунту мало б величезні наслідки. Прискорена ерозія ґрунтів, хімічне руйнування каменів — і як результат — активне вивільнення іонів, що діяли як поживні речовини для рослин і водоростей. Відносно раптовий приплив поживних речовин у річкову воду міг послужити для евтрофікації і подальшої аноксії. Наприклад, впродовж періоду щедрого цвітіння водоростей органічний матеріал, що формувався на поверхні, може тонути в такому темпі, що гниючі організми витрачають увесь доступний кисень на своє руйнування, створюючи умови аноксії — і душить, тим самим, придонну рибу. Викопні франські (Frasnian) рифи домінували над строматолітами і (у меншій мірі) над коралами, які процвітали тільки в умовах низького вмісту поживних речовин. Постулат про те, що високий рівень вмісту поживних речовин у воді може викликати вимирання, підтверджується фосфатами, які щорічно змиваються з полів австралійських фермерів і які сьогодні є причиною незмірних ушкоджень Великому Бар'єрному рифу.

#### Інші припущення
Для пояснення вимирання було запропоновано і інші механізми, включаючи: кліматичні зміни як результат тектонічних процесів, зміна рівня океану, і переворот океанічних течій. Але ці припущення зазвичай не враховуються, оскільки вони не можуть пояснити тривалість, вибірковість і періодичність вимирань.
Девонське вимирання припускає ще наступне: підвищення температури привело до випаровування води, при цьому з'явилися такі тварини, як земноводні. Наприклад, риба евстеноптерон вижила, оскільки у неї були потужні плавці, які перетворилися на лапи. У неї не було ніздрів, але дихала вона легенями. У неї були і легені, і зябра. За допомогою потужних плавників вона переповзала від однієї калюжі до іншої. Дихала або атмосферним повітрям, або розчиненим у воді киснем.